# Lena Pejsa
Lena Marija „Ava“ Pejsa (fin. Leena Maria „Awa“ Peisa) je bivša klavijaturistkinja finske hard rok grupe Lordi. Rođena je 16. marta, 1979, godine u finskom gradu Vanta. Leena je pre dolaska u Lorde svirala u bendovima Punaiset Messiaat i Dolchamar. 2012. godine donela je odluku da napusti bend.

## Biografija
Lena Marija Pejsa, iako rođena u gradu Vanta, detinjstvo je provela u gradu Porvoo. Svira klavir još od svoje šeste godine. Kada je bila tinejdžerka počela je da svira i klavijature. Njen prvi bend bio je Punaiset Messiaat, u koji je došla na proleće 1994. godine. Dok je bila u ovom bendu, „Lende Mielihyvä“ bilo je njeno umetničko ime. Reč „mielihyvä“ na finskom znači „zadovoljstvo“. Nakon što se bend Punaiset Messiaat raspao 1998. godine, Leena se posvetila svom školovanju. Studirala je društvene nauke na Helsinškom univerzitetu. 2003. godine ponovo se pridružila bendu, koji je ovoga puta promenio ime u Dolchamar. 2005. godine biva pozvana u Lorde od strane njihovog bubnjara, Kite, da zameni dotadašnju klavijaturistkinju Enary. Leena je sa oduševljenjem prihvatila poziv. U Lordima, dobila je umetničko ime „Lady Awa“. Ime „Awa“ nastalo je od engelske reci „be aware“ - („budi oprezan“). Avin lik predstavlja „Vampirsku groficu“. Poznato je da Ava zapravo ima više imena. To su: „The Possessed Sorceress“ („Opsednuta veštica“), „The She-devil“ („Đavolica“), „The Snake-Eyed Feminine Specter“ (Z„mijoliki ženski avet“), „The Restless Soul“ („Nemirna duša“), „The Psyhoghost“ („Psiho-duh“), „The Ghost Witch“ („Duh-veštica“), „The Vampire Countess“ („Vampirska grofica“), „Miss Madness“ („Gospođica ludila“), „The Queen Of Insanity“ („Kraljica ludila“). S obzirom na pravilo Lorda da njihovi članovi benda ne smeju da u javonosti pokazuju svoj lični identitet, bivši Leenin bend Dolchamar obrisao je sa svog sajta sve slike na kojima se ona nalazila.

## Lik Ledi Ave
Ledi Ava je potomak aristokratske porodice iz Engleske. Nakon što je njen otac često mučio dok je bila tinejdžer, otkrila je da ima telepatske sposobnosti i ubrzo naučila da svoj um prenese na nežive objekte i tako ih kontroliše. Kada je imala 23. godine zaljubila se u mladog dečka po imenu Džon Hart. Verili su se, ali ubrzo nakon toga Ava je oktrila da je njen verenik vara i odmah ga je ubila. Nakon toga, Ava je zamenila svoj um sa mačjim kako bi se osigurala da će njeno telo ostati čitavo i krenula na dugogodišnje putovanje po astralnom planu kako bi naučila tajne proroka, veštica i ostalih mračnih bića. U međuvremenu, njen otac je odlučio da je venča za starog i bogatog princa. Ali venčanja nije bilo jer je sveštenik video da je mlada bila zaposeta i ona je bila nabijena na kolac i sahranjena. Međutim, njen duh je ubrzo pronašao njeno trulo telo u venčanici i usao u njega. Ubrzo nakon toga odlučila je da ode i upozna svoju majku, ali je saznala da ju je njen otac ubio u napadu besa. Čim je to saznala ubila ga je i nakon toga otišla da putuje po Evropi kao duh. Kada je u 19. veku na svom putovanju srela Mr. Lordija dobila je ponudu od njega. Ponudio joj je moć da putuje kroz dimenzije ako bude htela da sarađuje sa njim i ona je prihvatila ponudu. Njene oči podsećaju na mačje, zbog toga što je ranije zamenila um sa mačkom i sama bila mačka neko vreme.

## Odlazak iz Lorda
Dana 25. jula, 2012. saopšteno je od strane benda da Lena više nije klavijaturistkinja Lorda. Mr. Lordi je rekao kako su tu odluku razmatrali duže vreme, kako je to bila veoma teška odluka za njih ali su se na kraju složili oko toga i konačno odlučili da obaveste javnost. U međuvremenu je bend pronašao novu klavijaturistkinju pod nazivom ,,Hella,,. Ona je kao razlog za svoj odlazak navela kako više nije mogla da se maksimalno posveti bendu.

## Diskografija

### Sa Punaiset Messiaat

#### Albumi
- Back in Bussines (1995)
- Lemmentykki (Oruđe ljubavi) (1996)
- Älä osta, varasta (Ne kupuj, ukradi) (1997)

#### EP
- Punainen Iktivisto (1992)
- Punk on pop (Pank je moderan) (1996)
- Tuu mun luo (Dođi mi) (1996)
- Hornan hovin häät (Venčanje u boravištu zlih duhova) (1996)

#### Singlovi
- Onko tää rakkautta?! (Da li je to ljubav?!) (1996)
- Oma rotta (Moja lična bitanga) (1997)

### Sa Dolchamar

#### Albumi
- Rebela Sono (Buntovnički zvuk) (2005)

### Sa Lordima

#### Albumi
- The Arockalypse (2006)
- Deadache (2008)
- Babez For Breakfast (2010)

#### Singlovi
- Hard Rock Hallelujah (2006)
- Who's Your Daddy (2006)
- Would You Love A Monsterman (2006) (2006)
- It Snows In Hell (2006)
- They Only Come Out At Night (2007)
- Beast Loose In Paradise (2008)
- Bite It Like A Bulldog (2008)
- Deadache (2008)
- This Is Heavy Metal (2010)
- Rock Police (2010)